# ExCeL London
ExCeL London est un centre de congrès, d'exposition et complexe sportif, situé dans le borough londonien de Newham à Londres.

## Historique
Le centre est situé sur un ancien dock du Royal Victoria Dock construit par la société britannique Sir Robert McAlpine Ltd et inauguré en novembre 2000.
L'ExCeL accueille les épreuves de luttes, de boxe, d'escrime, de tennis de table, d'haltérophilie, de judo et de taekwondo durant les Jeux olympiques d'été de 2012.

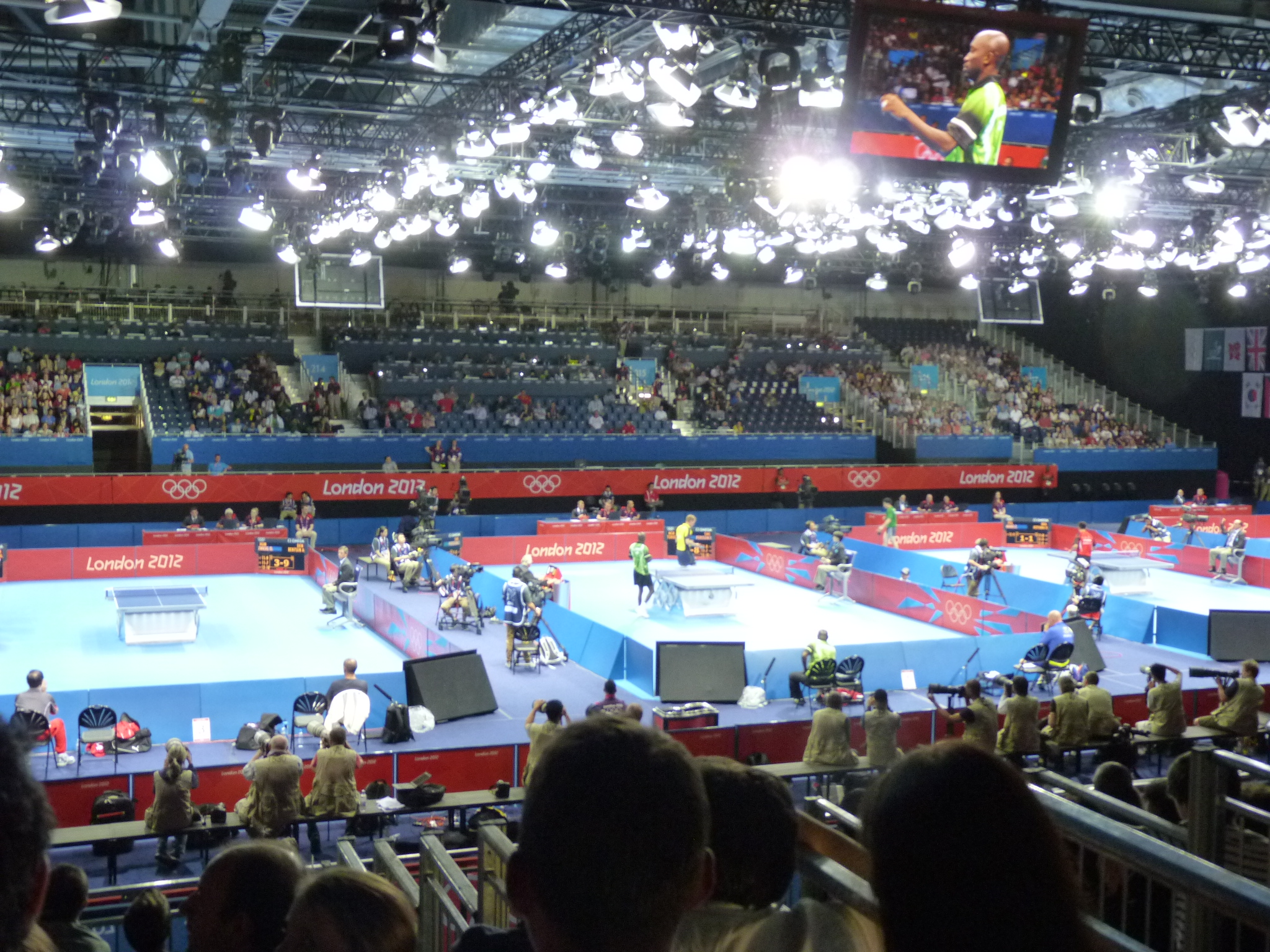
Intérieur de l'ExCeL lors du tournoi olympique de tennis de table.
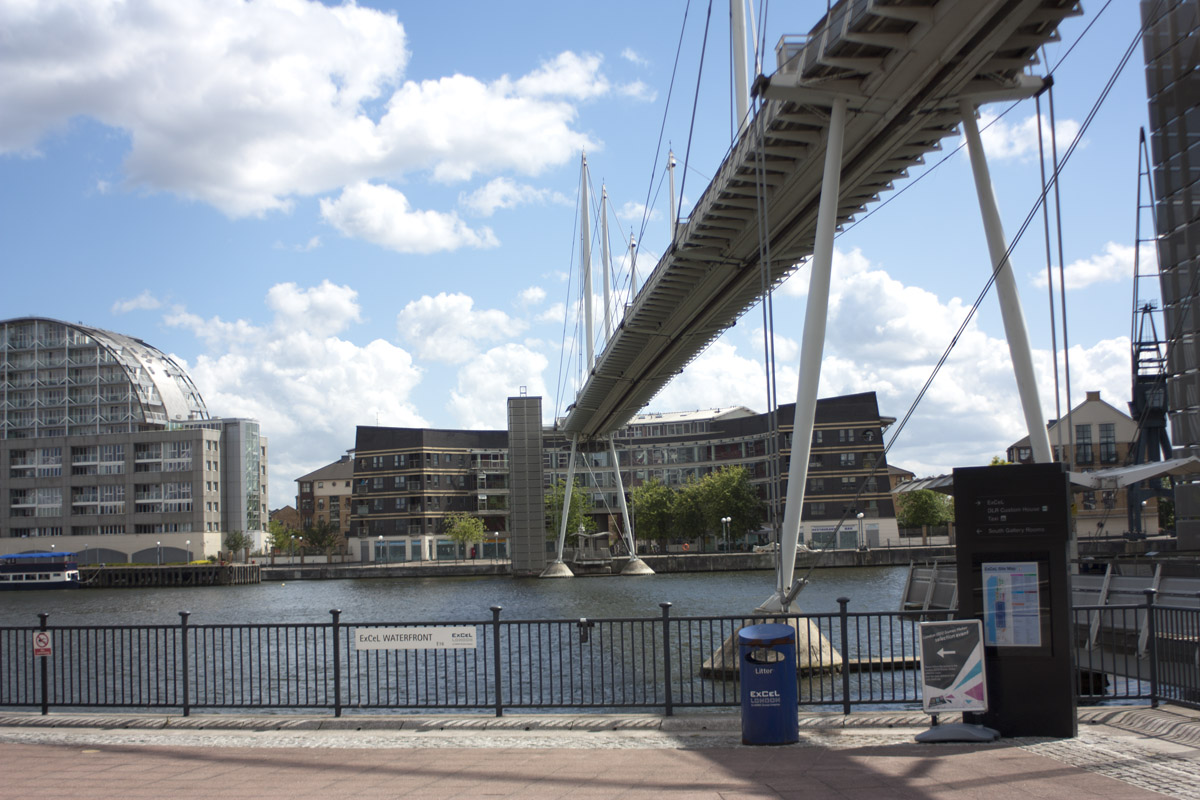
Le Royal Victoria Dock Bridge vu depuis l'ExCel.

Il abrite depuis 2021 une des plus grosses compétitions équestres britanniques, le London International Horse Show.